# 野·良犬
《野．良犬》，是一部於2007年上映的劇情片。片名取自日本知名導演黑澤明同名作品，意指不管世界有多險惡，人心依然保有些許善良。由郭子健首度執導，陳奕迅、林苑、文俊輝、曾志偉和林子祥主演。本片曾為香港國際電影節開幕電影及瑞典斯德哥爾摩電影節觀摩影片，亦榮獲日本亞洲海洋電影節的「Grand Prize（最高大賞）」，及德國國際童真電影節的「歐洲評審最佳少年電影大獎」。

## 演員列表
- 陳奕迅 飾演 陳滿堆
- 林苑 飾演 張老師
- 文俊輝 飾演 林志宏
- 曾志偉 飾演 阿叉
- 邵音音 飾演 宏婆婆
- 林子祥 飾演 鈕喬澤
- 丁羽 飾演 校長
- 樓南光 飾演 梁老師
- 張國強 飾演 阿仁
- 李麗珍 飾演 宏母

## 劇情簡介
十二歲的林志宏（文俊輝飾）患有學習困難症，與婆婆相依為命。志宏在六歲那年目睹他的媽媽從家裡的窗跳下自殺身亡後，他就沒有再說過一句話。
學校來了一個不修邊幅的年青新校工陳滿堆（陳奕迅飾）和代課老師Miss張（林苑飾），三個奇怪的人就這樣遇上。漸漸地，滿堆與倔強的志宏建立起真摰的友誼，並打開了Miss張的心扉，萍水相逢卻同病相憐的三人，交織出荒謬也短暫的家庭溫情。
但隨著志宏的父親鈕喬澤出現，滿堆與Miss張一直不為人知的真實身份終於曝光。一場無情的廝殺正在樂韻悠揚的校園中正式展開...

## 獎項
| 獎項                        | 類別               | 名字                                   | 結果 |
| --------------------------- | ------------------ | -------------------------------------- | ---- |
| 第27屆香港電影金像獎        | 最佳女配角         | 邵音音                                 | 獲獎 |
| 第27屆香港電影金像獎        | 最佳原創電影歌曲   | 《問天不應》 曲、唱：林子祥 詞：潘源良 | 提名 |
| 第27屆香港電影金像獎        | 新晉導演           | 郭子健                                 | 提名 |
| 第27屆香港電影金像獎        | 最佳新演員         | 文俊輝                                 | 提名 |
| 第3屆香港電影導演會年度大獎 | 年度新晉演員（銀） | 文俊輝                                 | 獲獎 |

## 外部連結
- BiG PICTURES 天下影畫 - 電影：野良犬
- 《野良犬》網誌
- Yahoo奇摩電影上《野·良犬》的資料（繁體中文）
- MSN娛樂上《野·良犬》的資料（繁體中文）

- 開眼電影網上《野·良犬》的資料（繁體中文）
- 香港影庫上《野·良犬》的資料（繁體中文）
- 时光网上《野·良犬》的資料（简体中文）
- 豆瓣电影上《野·良犬》的資料 （简体中文）
- 爛番茄上《野·良犬》的資料（英文）
- AllMovie上《野·良犬》的资料（英文）
- 互联网电影数据库（IMDb）上《野·良犬》的资料（英文）